# سیارک ۱۳۰۱۰
سیارک ۱۳۰۱۰ (به انگلیسی: 13010 Germantitov، نامگذاری:1986QR5) سیزده هزار و دهمین سیارک کشف شده‌است که در ۲۹ اوت ۱۹۸۶ کشف شد.
قدر مطلق سیارک برابر ۴۲.۶ است.